# Brunkronad emusmyg
Brunkronad emusmyg (Stipiturus mallee) är en starkt utrotningshotad fågel i familjen blåsmygar som är endemisk för Australien.

## Utseende och läten
Brunkronad emusmyg är en 13–14,5 cm lång fågel, varav hela 8–9,5 cm utgörs av den långa, bruna och trådlika stjärten. Ovansidan är gråbrun, med mörkare grova streck och undersidan orangebeige. Hanen är rostbrun på hjässna och himmelsblå i ansiktet och på strupen. På honan är det rostbruna begränsat till pannan och området runt ögat är vitaktigt. Lätet består av drillar och kvitter likt blåsmygarna i Malurus men ljusare.

## Utbredning och status
Fågeln förekommer i mallee i sydöstra Australien och angränsande nordvästra Victoria. IUCN kategoriserar arten som starkt hotad.